# Bucinișu
Bucinișu is een Roemeense gemeente in het district Olt.
Bucinișu telt 2172 inwoners.